# Provincia de Luang Namtha
Luang Namtha (a veces Louang Namtha; en lao: ຫລວງນໍ້າທາ) es una provincia de Laos, localizada en el norte del país. Desde 1966 hasta 1976 formó junto con Bokeo, la Provincia de Houakhong.

## Geografía
La provincia posee fronteras con otras provincias laosianas como Bokeo en el sudoeste, la Provincia de Oudomxay en el sudeste, y comparte fronteras internacionales con Birmania en el noroeste y con la República Popular China. Uno de los mejores bosques de monzón prístino conservado de todo Laos se encuentra en Louang Namtha. Esto en parte es conservado en el Nam Ha NBCA (Área de Conservación de Diversidad Biológica Nacional), que también se desarrolla como destino de ecoturismo con la ayuda de países vecinos y occidentales así como de organizaciones internacionales (Nueva Zelanda, la Unión Europea, la UNESCO y la Administración Nacional de Turismo Laosiana). 
Posee 9.325 km² de superficie y una población de 160.205 personas según estimación 2010.

## Distritos
Los siguientes distritos conforman la división interna de la Provincia de Loung Namtha:
- Viangphoukha
- Sing
- Long
- Namtha
- Nale